# Símbolo Internacional do Aleitamento Materno

O Símbolo Internacional do Aleitamento Materno.

O Símbolo Internacional do Aleitamento Materno foi criado por Matt Daigle, artista e pai, para um concurso de uma revista chamada Mothering. O vencedor foi escolhido em novembro de 2006 entre os mais de 500 competidores. Daigle, cuja mulher e filho foram a inspiração por trás de seu design, assinou um contrato em 2006 para fazer o símbolo parte do domínio público.